# Bernard Béguin
Bernard Béguin est un pilote français de rallye automobile né le 24 septembre 1947 à Grenoble. Il est titré quatre fois et a remporté 36 victoires en championnat de France des rallyes. 

## Biographie
Étudiant en école de commerce à Lyon, il commence sa carrière par le circuit en gagnant le Volant Shell en octobre 1971, s'en suivent deux saisons en Formule 3. Il prend pour la première fois le départ d'un rallye en 1973, lors du rallye Neige et Glace, avec une Alfa Romeo GT 2000 Veloce. Sa première victoire de Groupe intervient l'année suivante sur ce même rallye.
Jusqu'en 2023, Béguin détenait le record de titres pilotes en championnat de France des rallyes avec quatre titres en 1979, 1991, 1992, et 1993 (également 4 fois 2e, en 1976, 1982, 1987, et 1988), avant d'être dépassé par Yoann Bonato.
Il termine second du championnat d'Europe des rallyes en 1980, et signe une victoire en Championnat du monde des rallyes en remportant le Tour de Corse 1987 au volant d'une BMW M3, la seconde et dernière victoire de la marque allemande en Championnat du monde des rallyes, après celle obtenue par Achim Warmbold lors du Rallye autrichien des Alpes 1973. Bernard Béguin totalise 62 points pour 18 départs en Championnat du monde.
Pilote éclectique, il remporte 2 fois les 24 heures de Chamonix sur glace avec une BMW 4x4, termine 2 fois sur le podium des 24 heures de Spa-Francorchamps, participe en GT au Championnat du Monde d'endurance en remportant en 1975, associé à Claude Haldi, les 1 000 km de Spa.
Il participe également au Paris-Dakar (1985 avec Bernard Maingret et 1988 avec Gérard d'Aboville), aux 24 heures du Mans (Victoire en GTX sur Porsche Turbo), et termine sa carrière au Rallye Monte-Carlo en 1996 (4e) au volant d'une Subaru Impreza.
Depuis janvier 1997, il est l'un des responsables de la FFSA en prenant en charge la commission des rallyes, puis en en devenant le directeur de la communication et des relations publiques.
Depuis 1995, il organise le Masters de Golf des Champions à Saint-Raphaël, Valescure et L'Estérel, avec de nombreux anciens grands sportifs français, durant 3 jours de compétitions.

## Palmarès
- Deuxième en championnat de France pour le nombre de victoires (36)
- Possède un total de 19 victoires en Championnat d'Europe des rallyes (record détenu par Patrick Snijers : 44 victoires)

### Titres
| Saison | Titre                                           | Voiture                                 | Copilote                          |
| ------ | ----------------------------------------------- | --------------------------------------- | --------------------------------- |
| 1971   | Volant Shell                                    | Martini MK 4                            | -                                 |
| 1979   | Champion de France des rallyes                  | Porsche 911 SC                          | Jean-Jacques Lenne                |
| 1991   | Champion de France des rallyes                  | Ford Sierra Cosworth 4x4                | Jean-Marc Andrié                  |
| 1992   | Champion de France des rallyes                  | Ford Sierra Cosworth 4x4                | Jean-Paul Chiaroni                |
| 1993   | Champion de France des rallyes                  | Ford Escort RS Cosworth                 | Jean-Paul Chiaroni                |
| 1980   | Vice-champion d'Europe des rallyes              | Porsche 911 SC                          | Jean-Jacques Lenne                |
| 1975   | Vice-champion de France des rallyes du Groupe 1 | Alfa Romeo Giulia 2000 GTV              | Jacques Andrevon                  |
| 1976   | Vice-champion de France des rallyes             | Opel Kadett GT/E et Porsche 911 Carrera | Jacques Delaval et Thierry Bonnet |
| 1982   | Vice-champion de France des rallyes             | Porsche 911 SC                          | Jean-Jacques Lenne                |
| 1987   | Vice-champion de France des rallyes             | BMW M3                                  | Jean-Jacques Lenne                |
| 1988   | Vice-champion de France des rallyes             | BMW M3                                  | Jean-Jacques Lenne                |

### Palmarès national et international
- 1971 - Volant Shell, à Magny-Cours
- 1974 - 2e des 24 Heures de Spa Francorchamps avec Claude Ballot-Léna, et 2e de la Coupe Simca Shell (sur Grac MT 20, derrière Patrick Perrier)
- 1975 - Vainqueur en catégorie GTX des 24 Heures du Mans avec Claude Haldi et Peter Zbinden (15e au général), vainqueur en Grand Tourisme du Grand Prix de Spa avec Claude Haldi et vainqueur du Groupe 1 à la Ronde Cévenole
- 1976 - Vice-Champion de France des Rallyes avec 2 victoires : Rallye Jeanne d'Arc et Critérium des Cévennes. Mais aussi victoire du Groupe 1 au Rallye de Monte-Carlo (Alfa-Romeo) et 3e des 24 Heures de Francorchamps avec Roland Imbert
- 1978 - Victoire au Rallye du Forez (Catégorie Nationale)
- 1979 - Champion de France des rallyes avec 8 victoires : Ronde de la Giraglia, Critérium de Touraine, Ronde d'Armor, Rallye de Lorraine (Cht de France et d'Europe), Rallye du Forez, Rallye d'Antibes (Cht de France et d'Europe), Rallye de la Châtaigne (Cht de France et d'Europe) et le Critérium des Cévennes. En Championnat d'Europe, victoire au Rallye d'Ypres - Porsche 911
- 1980 - Vice-champion d'Europe des rallyes avec 4 victoires : Rally 4 Regioni, Rallye Warszawski - Polski Fiat, Critérium Alpin Jean Behra (Cht de France et Europe) et Rallye d'Antibes (Cht de France et Europe), mais aussi, 3e des 24 Heures d'Ypres et du Halkidiki Rally. Également 5e du championnat de France avec 2 victoires (voir ci-dessus) mais aussi une 2e place au Tour de France Automobile (Cht de France et Europe) et 3e du Tour de Corse (Cht de France et Monde). En endurance, 2e des 1000 km de Dijon associé à Claude Haldi
- 1982 - Vice-champion de France des rallyes avec 2 victoires : Critérium de Touraine et Rallye d'Antibes (Cht de France et Europe) - Porsche 911 SC
- 1985 - 7e du Championnat de France des rallyes (3e du tour de Corse (Cht de France et Monde) - Porsche 911 SCRS Rothmans
- 1987 - Vice-champion de France des rallyes avec 3 victoires : Critérium de Touraine, Tour de Corse (Cht de France et Monde) et Rallye d'Antibes (Cht France et Europe) et vainqueur des 24 heures sur glace de Chamonix (associé à  François Chauche) - BMW M3 du team Prodrive Rothmans
- 1988 - Vice-champion de France des rallyes avec 3 victoires : Rallye Alpin-Behra (Cht de France et Europe), Rallye d'Antibes (Cht de France et Europe) et Critérium des Cévennes - BMW M3 du team Prodrive Bastos
- 1990 - Victoire au Tour de La Réunion - Ford Sierra Cosworth 4x4
- 1991 - Champion de France des rallyes avec 5 victoires : Rallye Alsace-Vosges, Rallye d'Antibes (Cht de France et Europe), Rallye du Limousin, Critérium des Cévennes et Rallye du Var (Cht de France et Europe) - Ford Sierra Cosworth 4x4
- 1992 - Champion de France des rallyes avec 5 victoires : Rallye des Garrigues (Cht de France et Europe), Rallye Grasse-Alpin (Cht de France et Europe), Rallye Alsace-Vosges, Rallye du Mont-Blanc (Cht de France et Europe) et Critérium des Cévennes - Ford Sierra Cosworth 4x4. Vainqueur des 24 heures sur glace de Chamonix (associé à Marcel Tarrès) et 3e des 24 Heures de Spa Francorchamps avec Armin Hahne et Eddy Joosen
- 1993 - Champion de France des rallyes avec 5 victoires : Rallye Alsace-Vosges (Cht France et Europe), Ronde Cévenole, Rallye du Rouergue (Cht France et Europe), Rallye du Limousin et Critérium des Cévennes - Ford Escort RS Cosworth
- 1996 - 4e du rallye Monte-Carlo - Subaru Impreza

## 24 Heures du Mans
| Année | Équipe              | Voiture                 | Équipier     | Équipier              | Classement             | Cause d'abandon          |
| ----- | ------------------- | ----------------------- | ------------ | --------------------- | ---------------------- | ------------------------ |
| 1975  | Porsche Club Romand | Porsche 911 Carrera     | Claude Haldi | Peter Zbinden         | 15e (vainqueur en GTX) |                          |
| 1977  | Bernard Béguin      | Porsche 911 Carrera RSR | René Boubet  | Jean-Claude Briavoine | Abandon                | Surchauffe des cylindres |
| 1980  | Meccarillos Racing  | Porsche 935             | Claude Haldi | Volkert Merl          | Abandon                | Casse moteur             |